# Teateråret 1909

## Händelser

### Okänt datum
- Hjalmar Selander tar över Nya Teatern i Göteborg.
- Anton Salmson startar Operett-teatern i Östermalmsteaterns tidigare lokaler.

## Årets uppsättningar

### Januari
- 22 januari – August Strindbergs pjäs Siste riddaren har urpremiär på Dramaten i Stockholm [1].

### Mars
- 26 mars – August Strindbergs pjäs Bjälbo-Jarlen har urpremiär på Svenska teatern i Stockholm [2].

### April
- 17 april – August Strindbergs pjäs Midsommar har urpremiär på Svenska teatern i Stockholm [3]. (1901 enligt pjäsens artikel.)

### Juli
- 4 juli – Oskar Kokoschkas pjäs Mörder, Hoffnung der Frauen, av honom själv betecknad som "dramakomedi" och av teaterhistoriker ansedd som den expressionistiska teaterns första verk, sätts upp för första gången, i regi av Ernst Reinhold, i anslutning till en konstutställning i Wien.[4][5]

### September
- 8 september – August Strindbergs pjäs Dödsdansen har Sverigepremiär på Intima teatern i Stockholm [6].

### Oktober
- 16 oktober – Oscar Wennerstens pjäs Bröllopet på Solö har urpremiär på Folkets hus teater i Stockholm.[7]
- 20 oktober – August Strindbergs pjäs Moderskärlek har Sverigepremiär på Uppsala Teater [8].

### December
- 26 december – August Strindbergs pjäs Svarta handsken har urpremiär hos Collianderska sällskapet i Falun [9].

## Födda
- 25 mars – Gunnar Sjöberg, svensk skådespelare.
- 24 april – Hjördis Schymberg, svensk operasångare.
- 26 april – Marianne Hoppe, tysk skådespelare.
- 10 juni – Märta Dorff, svensk skådespelare.
- 25 juni – Marguerite Viby, dansk skådespelare och sångare.
- 14 augusti – Johan Falck, svensk regissör och teaterchef.
- 6 september – Oscar Ljung, svensk skådespelare och regissör.
- 7 september – Elia Kazan, amerikansk teater- och filmregissör.
- 19 september – Carl "Calle" Reinholdz, svensk skådespelare och sångare.
- 21 september – Berta Hall, svensk skådespelare.
- 13 november – Gunnar Björnstrand, svensk skådespelare.
- 15 november – Lauritz Falk, norsk-svensk skådespelare och regissör.
- 26 december – Lars-Levi Læstadius, svensk regissör och teaterchef.

## Avlidna
- 24 mars – John Millington Synge, 37, irländsk dramatiker.
- 30 juli – Anna Kinmanson, 66, svensk skådespelare.
- 7 december – Harald Torsslow, 71, svensk skådespelare, operasångare och konstnär.